# Kalamis
Kalamis var en grekisk skulptör, sannolikt från Boiotien och verksam i Aten omkring 460 f. kr.
Kalamis hyllades särskilt för sina djurskulpturer, i synnerhet sina hästar, och ansågs särskilt utmärka sig genom sin elegans och finhet. Av hans i litteraturen omnämna arbeten såsom statyer av Sosandra och Apollon Alexikakos har trots ivriga efterforskningar inte kunnat spåras varken som original eller kopior.